# Nowosiółki Liskie

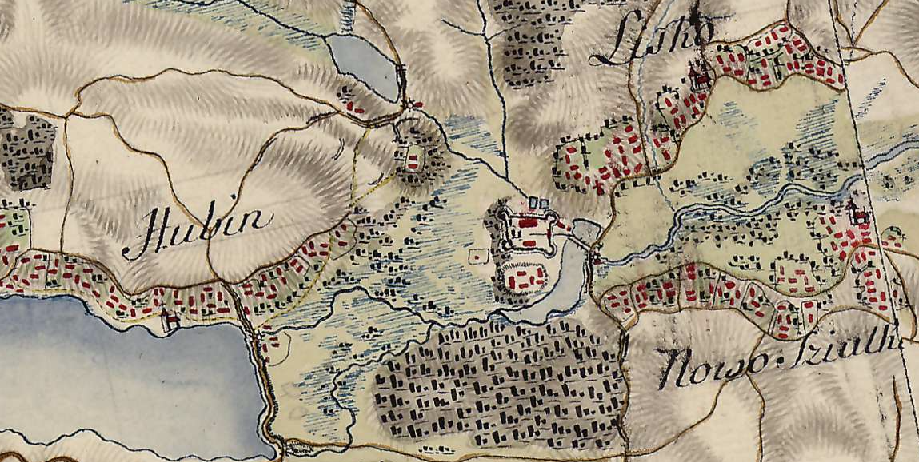
Zamek – fort na mapie z XVIII w.

Nowosiółki Liskie lub Nowosiółka Liska (ukr. Новосілки) – wieś w obwodzie lwowskim, w rejonie złoczowskim na Ukrainie.
W II Rzeczypospolitej gmina wiejska. Od 1 sierpnia 1934, w ramach reformy scaleniowej stała się częścią gminy Milatyn Nowy w powiecie kamioneckim.
Do 2020 w rejonie buskim. 

## Położenie
Według Słownika geograficznego Królestwa Polskiego i innych krajów słowiańskich Nowosiółki Liskie to: „wieś w powiecie Kamionka Strumiłowa, położona 24 km na południowy wschód od Kamionki Strumiłowej i 12 km południowy zachód od Buska”.